# Parascolopsis inermis
Parascolopsis inermis là một loài cá biển thuộc chi Parascolopsis trong họ Cá lượng. Loài cá này được mô tả lần đầu tiên vào năm 1843.
Hung và cộng sự (2017) cho thấy có 3 dòng di truyền riêng biệt trong các mẫu vật được cho là P. inermis, tuy nhiên vẫn cần có nghiên cứu phân loại sâu hơn đối với loài này (như đã thực hiện ở loài Parascolopsis akatamae).

## Từ nguyên
Tính từ định danh inermis trong tiếng Latinh nghĩa là "không có vũ khí", hàm ý đề cập đến rìa sau của vùng dưới ổ mắt có răng cưa rất nhỏ (đôi khi nhẵn) với một ngạnh rất nhỏ ở góc trên của loài này.

## Phân bố và môi trường sống
Tính đến hiện tại thì P. inermis có phân bố từ Bắc Ấn Độ Dương qua đến Tây Thái Bình Dương, từ vịnh Oman và quần đảo Laccadive trải dài đến Biển Đông và miền nam Nhật Bản.
P. inermis sống trên nền đáy cát và bùn ở vùng nước ngoài khơi, độ sâu khoảng 60–145 m.

## Mô tả
Chiều dài cơ thể lớn nhất được ghi nhận ở P. inermis là 22,8 cm.
Số gai vây lưng: 10; Số tia vây lưng: 9; Số gai vây hậu môn: 3; Số tia vây hậu môn: 7; Số gai vây bụng: 1; Số tia vây bụng: 5.

## Sử dụng
P. inermis chủ yếu được đánh bắt theo phương thức thủ công.